# Heigou (köpinghuvudort i Kina, Liaoning Sheng, lat 40,08, long 123,61)
Heigou är en köpinghuvudort i Kina. Den ligger i provinsen Liaoning, i den nordöstra delen av landet, omkring 190 kilometer söder om provinshuvudstaden Shenyang. Antalet invånare är 12 941. Befolkningen består av 6 272 kvinnor och 6 669 män. Barn under 15 år utgör 11,0 %, vuxna 15-64 år 76 %, och äldre över 65 år 12,0 %.
Runt Heigou är det ganska tätbefolkat, med 222 invånare per kvadratkilometer. Närmaste större samhälle är Yanghe, 17,0 km väster om Heigou. Trakten runt Heigou består till största delen av jordbruksmark.
Genomsnittlig årsnederbörd är 1 284 millimeter. Den regnigaste månaden är juli, med i genomsnitt 441 mm nederbörd, och den torraste är januari, med 10 mm nederbörd.